# 楊朝鳳
楊朝鳳（1487年—？），字應時，陝西慶陽府安化縣人，民籍，明朝政治人物。

## 生平
正德五年（1510年）庚午科陝西鄉試第二名舉人，六年（1511年）聯捷辛未科會試第九十三名，三甲第一百三十一名進士。授行人司行人，十一年（1516年）十月选授南京江西道試御史，嘉靖二年（1523年）六月升山东按察司佥事，調江西佥事，升山东布政使司右参议，十一年（1532年）正月考察以有疾罢职。

## 家族
曾祖楊勝，壽官；祖父楊冕；父楊綸，都察院右副都御史。母王氏（封孺人）。具慶下。